# Petar Petrov (football)
Pour les articles homonymes, voir Petar Petrov.
Petar Atanasov Petrov (bulgare : Пeтъp Aтaнacoв Пeтpoв), né le 20 février 1961 à Virovsko en Bulgarie, est un joueur de football international bulgare qui évoluait au poste de défenseur.

## Biographie

### Carrière en club
Petar Petrov joue en Bulgarie et au Portugal. Il évolue principalement avec les clubs du Levski Sofia et de Beira-Mar.
Il dispute 213 matchs en première division bulgare, inscrivant 13 buts, et 100 matchs en première division portugaise, marquant 10 buts.
Il remporte avec le Levski Sofia trois titres de champion de Bulgarie, et deux Coupes de Bulgarie. Il se classe également à cinq reprises, deuxième du championnat.
Participant régulièrement aux compétitions européennes avec le Levski Sofia, il dispute six matchs en Coupe d'Europe des clubs champions, huit matchs en Coupe de l'UEFA, et six en Coupe des coupes. Il est quart de finaliste de la Coupe des coupes en 1987, en étant battu par le club espagnol du Real Saragosse.

### Carrière en sélection
Petar Petrov reçoit 47 sélections en équipe de Bulgarie entre 1981 et 1987, sans inscrire de but. Toutefois, seulement 41 sélections sont officiellement reconnues par la FIFA.
Il joue son premier match en équipe nationale le 28 octobre 1981, en amical contre le Brésil (défaite 3-0 à Porto Alegre).
Il dispute quatre matchs lors des éliminatoires de l'Euro 1984, six lors des éliminatoires du mondial 1986, et sept lors des éliminatoires de l'Euro 1988.
Il figure dans le groupe des sélectionnés lors de la Coupe du monde de 1986. Lors du mondial organisé au Mexique, il joue trois matchs : contre la Corée du Sud, contre l'Argentine, et contre le pays organisateur.

## Palmarès
| Levski Sofia - Championnat de Bulgarie (3) : - Champion : 1983-84, 1984-85 et 1987-88. - Vice-champion : 1980-81, 1981-82, 1982-83, 1986-87 et 1988-89. - Coupe de Bulgarie (2) : - Vainqueur : 1983-84 et 1985-86 - Finaliste : 1984-85, 1986-87 et 1987-88. |  | Beira-Mar - Coupe du Portugal : - Finaliste : 1990-91. |